# 쿠사노무트리
쿠사노무트리(이탈리아어: Cusano Mutri)는 이탈리아 캄파니아주 베네벤토도의 코무네다. 나폴리로부터 북동쪽으로 80km , 베네벤토 북쪽으로 25km 거리에 있다.